# Ржака
Ржака — трагікомедія режисера Дмитра Томашпольського, яка була створена у 2017 році за підтримки Державного агентства України з питань кіно[відсутнє в джерелі]. Прем'єра відбулася 22 березня 2018 року.

## Сюжет
Видатного режисера арт-хаузу (гонорового, інфантильного та ледачого Саву) примушують зняти комедію. Навіть не комедію, а ржаку. Його захоплюють невідомі й погрожують вбити, якщо він не змусить спеціально відібраних дванадцятьох експертів іржати як коні. І він повинен виконати завдання за півтори години. Рівно скільки триває цей фільм. У розпорядженні режисера є смертельно хвора клоунеса, яка не може сміятися, і клоун-невдаха, якого вигнали з училища за профнепридатність.

## Актори
| Актор                  | Роль      |
| ---------------------- | --------- |
| Олександр Мірошниченко | Сава      |
| Анастасія Євтушенко    | Бебе      |
| Віктор Стороженко      | Бобо      |
| Олександр Ігнатуша     | Дехто     |
| Сергій Дерев'янко      |           |
| Тамара Плашенко        | Мама Сави |
| Анатолій Черков        |           |
| Артем Мяус             |           |
| Ольга Арутюнян         |           |
| Анатолій Падука-Голот  |           |
| Вадим Хлуп'янець       |           |